# 雨月
雨月（法語：Pluviôse）是法国共和曆的第五个月。它一般（对于某些年份有一两天的差异）对应于格里高利历的1月20日至2月18日，同时它也大致涵盖了太阳穿越黄道十二宫宝瓶座的时期。雨月的前一個月是雪月，下一個月是风月。

## 雨月每日的名称表
1. 月桂日
2. 苔藓日
3. 假叶树日
4. 雪莲日
5. 公牛日
6. 荚蒾日
7. 火绒草日
8. 瑞香日
9. 杨树日
10. 斧头日
11. 圣诞玫瑰日
12. 花椰菜日
13. 月桂日
14. 榛树日
15. 奶牛日
16. 黄杨日
17. 地衣日
18. 紫杉日
19. 肺草日
20. 柴刀日
21. 菥蓂日
22. 欧石楠日
23. 冰草日
24. 蓼草日
25. 野兔日
26. 菘蓝日
27. 榛子日
28. 仙客来日
29. 白屈菜日
30. 拖网日